# Marika Marlicka
Marika Marlicka (ur. 27 lipca 1994) – polska lekkoatletka specjalizująca się w wielobojach.
Brązowa medalistka mistrzostw Polski w siedmioboju (Białystok 2017) rozegranym w Krakowie. W tym samym roku zdobyła trzecie miejsce w pięcioboju na halowych Mistrzostwach Polski Seniorów w Lekkoatletyce (Toruń 2017). W 2014 została Młodzieżową Mistrzynią Polski (Szczecin 2014). W latach 2012 i 2013 uzyskała tytuł Mistrzyni Polski Juniorów na otwartym stadionie i w hali.